# Dibek
Dibek (aramäisch Beth Debe, auch Badibe) ist ein christlich-aramäisches Dorf in der türkischen Provinz Mardin im Landkreis Nusaybin im Tur Abdin.
Der aramäische Name „Beth Debe“ heißt übersetzt „Haus der Bären.“ Wahrscheinlich lebten in Badibe/Beth Debe einst vor langer Zeit viele Syrische Braunbären. Der Name Badibe ist Aramäeische Dialekt von Mezopotamien 
Im Jahre 1915 lebten hier 40 Familien. Heute leben im Dorf nach Jahren wieder zwei Familien, die aus Deutschland zurückgekehrt sind. Die Dorfkirche ist nach der Heiligen Mutter Maria benannt. Der Priester des Dorfes hieß Erzpriester (Khouroyo) Malke Konuk aus der Familie Beth Qashisho (Priester) Mirza und Erzpriester Khouroyo Abraham Gök Beth Gauro.

## Lage
Das Dorf liegt etwa 33 km südlich von Midyat und 35 km nordöstlich von Nusaybin, weitere Ortschaften verteilen sich wie folgt:
| Yemişli 21 km  | Üçköy 8 km                                  | Taşköy 14 km |
| Üçyol 5 km     | Kompassrose, die auf Nachbargemeinden zeigt |              |
| Nusaybin 35 km |                                             |              |